# Sunagocia sainsburyi
Sunagocia sainsburyi är en fiskart som beskrevs av Knapp och Imamura 2004. Sunagocia sainsburyi ingår i släktet Sunagocia och familjen Platycephalidae. Inga underarter finns listade i Catalogue of Life.